# Sean Chen
Sean Chen (chinois traditionnel : 陳 ; chinois simplifié : 陈 ; pinyin : Chén Chōng), né le 13 octobre 1949 à Taïwan, a été Premier ministre de Taïwan du 6 février 2012 au 31 janvier 2013, date à laquelle il démissionne. Il avait succédé à Wu Den-yih, nommé vice-président.

## Biographie
Sean Chen est  diplômé en droit de l'Université nationale de Taïwan (1973). En 1977-1978, il étudie à l'Université Johann Wolfgang Goethe de Francfort-sur-le-Main. Il détient également un MBA de l'université de Boston.
Il est directeur du planning stratégique à la Farmers’ Bank of China avant d'entrer au ministère des finances en 1989. Dans les années 1990, il est vice-ministre des finances. De 1998 à 2002, il est ministre des finances.
En 2003, il est senior vice-président d'ABN AMRO, chargé de la gestion des actifs sécurisés sur le territoire nord-américain. En 2006, il est président de la Taiwan Cooperative Bank. En mars 2007, il devient président de KGI Securities Corp, une banque d'affaires et d'investissements.
En 2008, il est président de la commission de supervision financière (FSC) pour redresser Taïwan lors de la crise économique, et est à l'origine de l'accord de coopération financière avec la Chine en 2009. En mai 2010, il est nommé vice-premier ministre de Taïwan.
Il est premier ministre de Taïwan du 6 février 2012 au 31 janvier 2013, date à laquelle il démissionne, pour des raisons de santé et familiales.
En novembre 2012, il s'oppose à une proposition de faire de la langue anglaise une des langues officielles de Taïwan.